# Mi primera vez
Mi primera vez (My first time en su título original en inglés) es una obra de teatro del dramaturgo estadounidense Ken Davenport estrenada en 2007.

## Sinopsis
Sobre la base de los testimonios de miles de personas en una página web en la que narran su primera experiencia sexual, el autor recrea sus historias en forma de monólogos en la voz de los cuatro actores que se presentan en el escenario.

## Producciones
Estrenada en el espacio New World Stages del Off-Broadway neoyorkino el 12 de junio de 2007 continuó representándose durante tres temporadas hasta el 22 de enero de 2010. Producida por el autor e interpretada por Bill Dawes, Josh Heine, Kathy Searle y Cydnee Welburn.
Con dirección de Gabriel Olivares, la producción se subtituló en España Si me cuentas la tuya, te cuento la mía y tuvo su preestreno en el Teatro Circo de Albacete el 23 de octubre de 2008, y el estreno en el Teatro Principal de Alicante el 1 de noviembre, continuando con una gira que culminó en el Teatro Maravillas de Madrid, donde comenzó a representarse el 5 de febrero de 2009. El elenco estaba integrado por los actores Javi Martín, Bart Santana, Miren Ibarguren y Mar Abascal. Finalizadas las representaciones en Madrid, la obra comienza una gira por el país, que les lleva, entre otros puntos, en febrero de 2010 al Club Capitol de Barcelona. En el cuadro de actores, abandonan Martín e Ibarguren y se incorporan Fran Nortes y Marián Aguilera así como Inma Cuevas y Joaquín Abad, alternando papel con Abascal y Santana. El 24 de marzo de 2011 el espectáculo regresó a Madrid, en esta ocasión al Teatro Alfil, con un elenco formado por Víctor Ullate Roche, Inma Cuevas, Joaquín Abad y Mar Abascal además Fran Nortes en sustitución.
La versión en México también se estrenó en 2008, en el Teatro Rafael Solana de DF, con dirección de Susana Alexander e interpretación a cargo de Marifer Galindo, Marcia Coutiño, Héctor Berzunza y Pablo Perroni.
Llegó a los escenarios italianos en el Teatro Cometa Off de Roma en septiembre de 2009, con el título de La mia prima volta. El montaje lo dirigió Gianluca Ramazzotti y el cartel estaba integrado por Massimilano Vado, Cristina Pellegrino, Giovanni Arezzo y Claudia Salvatore.
Representada en el teatro El Cubo de Buenos Aires desde el 26 de febrero de 2010, dirigida por Mosquito Sancinetto e interpretada por Alejandro Paker, María Fernanda Callejón, Tomás de las Heras y Vanesa Strauch.
Estrenada en el Théâtre Michel de París el 19 de enero de 2012, con el título de Ma Première Fois, el montaje en Francia fue también dirigido por Gabriel Olivares y los actores fueron Belen Lorenzo, Astrid Veillon (remplazada más adelante por Séverine Ferrer), David Tournay y David Macquart.
Estrenada en el Teatro la Quadra de la Ciudad de Panamá el 19 de julio de 2013, con dirección de Joshua Manopla e interpretación de Ludwik Tapia, Yescenia Navarro, Natalie Harris y Armando Guerra.